# Arquelao (mitología)
En la mitología griega, Arquelao (en griego  Ἀρχέλαος, Archélaos, esto es, «líder del pueblo» o «caudillo») era uno de los Heraclidas o descendiente de los hijos de Heracles, aunque en una fuente, confundiendo versiones, se le llama directamente hijo de Heracles.
Arquelao, hijo de Témeno, expulsado por sus hermanos, llegó desterrado a Macedonia ante el rey Ciseo. Este, al ser atacado por los pueblos vecinos, prometió a Arquelao darle el reino y a su hija en matrimonio, si lo defendía de su enemigo, porque Arquelao era del linaje de Hércules [Heracles]; en efecto, Témeno era descendiente de Hércules. Arquelao puso en fuga a los enemigos en un solo combate y exigió lo prometido por el rey. Este, disuadido por sus amigos, faltó a la palabra dada y quiso matarlo mediante un ardid. De este modo, mandó cavar una fosa, introducir muchos carbones en ella, prenderlos y poner encima ramaje menudo, para que cuando pasara Arquelao, cayera allí. Un siervo del rey le desveló esto a Arquelao, quien, conocida la trama, dijo que quería conversar con el rey en secreto. Alejados los testigos, Arquelao agarró al rey y lo arrojó a la fosa, y de esta forma lo hizo desaparecer. En virtud de una respuesta de Apolo, huyó de allí hasta Macedonia bajo la guía de una cabra, y fundó la ciudad de Egeas o Egas (hoy Vergina) a partir del nombre de la cabra. De esa ciudad se dice que procedía Alejandro Magno.

## Otros personajes homónimos
Un hijo de Electrión era llamado Arquelao. Electrión era el padre de Alcmena, a su vez madre de Heracles por lo que parece que el nombre de Arquelao se asociaba de manera natural a la familia de Heracles. Otro Arquelao era uno de los hijos de Egipto.